# Distretto di Świdnik
Il distretto di Świdnik (in polacco powiat świdnicki) è un distretto polacco appartenente al voivodato di Lublino.

## Geografia antropica

### Suddivisioni amministrative
Il distretto comprende 5 comuni.
- Comuni urbani: Świdnik
- Comuni urbano-rurali: Piaski
- Comuni rurali: Mełgiew, Rybczewice, Trawniki